# آرثر باريوس بوناي
آرثر باريوس بوناي (بالإندونيسية: Arthur Barrios Bonai)‏ هو لاعب كرة قدم إندونيسي في مركز الدفاع، ولد في 3 أغسطس 1991 في إندونيسيا. لعب مع Badak Lampung F.C. ‏.

## وصلات خارجية
- آرثر باريوس بوناي على موقع قاعدة بيانات كرة القدم.إي يو (الإنجليزية)
- آرثر باريوس بوناي على موقع ناشيونال فوتبول تيمز (الإنجليزية)
- آرثر باريوس بوناي على موقع Soccerway.com (الإنجليزية)